# فرد كوبر (لاعب كريكت)
فرد كوبر (16 مارس 1888 - 27 يونيو 1958) (بالإنجليزية: Fred Cooper)‏ هو لاعب كريكت بريطاني (وحمل سابقاً جنسية المملكة المتحدة لبريطانيا العظمى وأيرلندا). شارك مع منتخب إنجلترا للكريكت.

## وصلات خارجية
- فرد كوبر على موقع إي آس بي آن كريك إنفو (الإنجليزية)